# Microphontes safra
Microphontes safra là một loài ruồi trong họ Asilidae. Microphontes safra được Londt miêu tả năm 1994. Loài này phân bố ở vùng nhiệt đới châu Phi.